# Azouzetta Lake
Azouzetta Lake är en sjö i Kanada.   Den ligger i provinsen British Columbia, i den centrala delen av landet, 3 400 km väster om huvudstaden Ottawa. Azouzetta Lake ligger 870 meter över havet. Arean är 0,91 kvadratkilometer. Den sträcker sig 1,8 kilometer i nord-sydlig riktning, och 1,3 kilometer i öst-västlig riktning.
Trakten runt Azouzetta Lake består i huvudsak av gräsmarker. Trakten runt Azouzetta Lake är nära nog obefolkad, med mindre än två invånare per kvadratkilometer.